# Acanthostomatops vorax
L'acantostomatope (Acanthostomatops vorax) è un anfibio temnospondilo estinto, appartenente agli zatracheidi. Visse nel Permiano inferiore (circa 295 - 290 milioni di anni fa) e i suoi resti fossili sono stati ritrovati in Germania.

## Descrizione
Questo animale poteva raggiungere il metro di lunghezza allo stadio adulto, ed era dotato di un cranio molto grande in relazione al resto del corpo. Il cranio stesso era molto particolare a causa della presenza di alcune proiezioni ossee a forma di spine dirette in avanti, situate nella parte posteriore del cranio. Il cranio era di forma semicircolare se visto dall'alto, e molto largo. Negli esemplari adulti l'iobranchio era composto da quattro paia di ossa ipobranchiali e forse da qualche altro elemento, mentre i giovani esemplari erano dotati di tre o quattro paia di ceratobranchiali ossificati nella regione delle branchie. La staffa era formata da un corpo centrale corto e dritto, e da una regione prossimale ben definita e con due "teste". 
Lo scheletro postcranico era caratterizzato da zampe corte e robuste: l'omero era ben ossificato e già di grandi dimensioni nelle piccole larve, e il femore era robusto e corto. L'interclavicola era minuscola e rettangolare, mentre il tronco era composto da 21 o 22 vertebre presacrali; la coda, di lunghezza modesta, era dotata di 28 vertebre.

## Classificazione
Questo animale è noto per numerosi fossili ritrovati nella zona di Niederhäslich in Sassonia (Germania). I primi fossili vennero descritti da Credner nel 1883 con il nome di Acanthostoma vorax ("bocca spinosa vorace"). In seguito, a causa del fatto che il nome generico era già stato attribuito a un altro animale, Oskar Kuhn nel 1961 cambiò il nome generico in Acanthostomatops. 
Acanthostomatops è considerato un membro degli zatracheidi (Zatracheidae), un gruppo di anfibi temnospondili probabilmente appartenenti agli eriopoidi e dotati di grandi teste dalle protuberanze spinose nella regione posteriore. Altri zatracheidi erano Dasyceps e Zatrachys.

## Paleobiologia e paleoecologia
Numerosi esemplari di Acanthostomatops sono stati studiati a fondo per comprendere lo sviluppo dello scheletro e l'ontogenesi. Gli esemplari più piccoli erano dotati di branchie sviluppate, mentre gli esemplari adulti erano privi di scheletro branchiale larvale (probabilmente riassorbito). Negli adulti, lo scheletro del tronco diveniva proporzionalmente più corto e il femore più piccolo in relazione alla lunghezza del cranio. La robustezza delle zampe e dello scheletro assiale, così come l'assenza di canali della linea laterale, indica che gli adulti di Acanthostomatops conducevano uno stile di vita terrestre; i giovani esemplari dotati di branchie, al contrario, erano strettamente acquatici (Witzmann e Schoch, 2007).